# Chiesa di San Pio X al Sodo

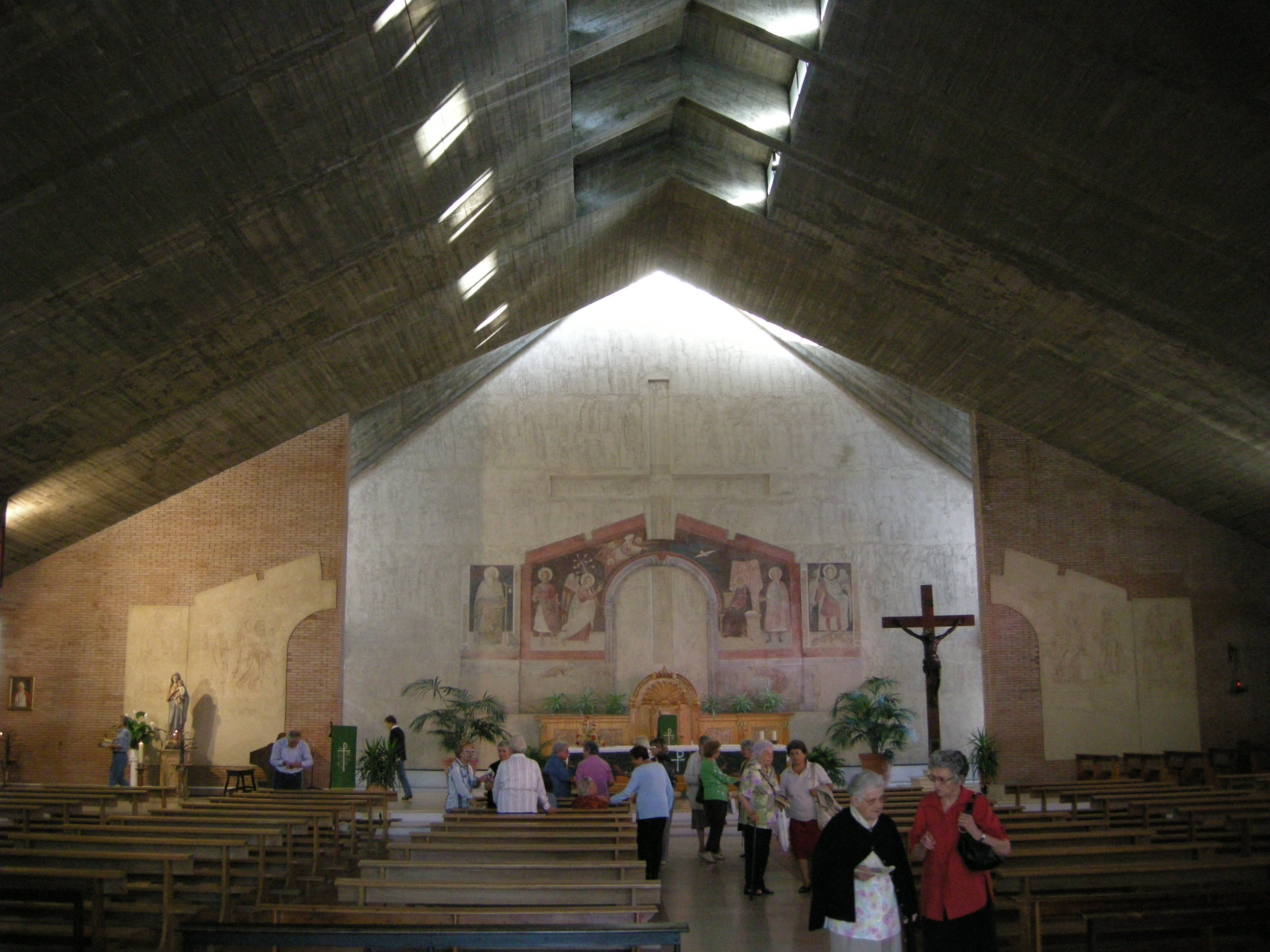
Interno

La chiesa di San Pio X al Sodo è un luogo di culto cattolico che si trova in via delle Panche 212, in zona Rifredi a Firenze.

## Storia
L'antico toponimo pare derivi da terreni da dissodare esistenti ai piedi della collina di Quarto. La zona, già popolata di ville di famiglie illustri come gli Agli, i Giugni, i Rondinelli, si sviluppò rapidamente nel dopoguerra ed occorreva dotarla di una nuova parrocchia e di un'ampia chiesa. Il progetto fu affidato all'architetto Carlo Maggiora, che la edificò in cemento armato nel 1964. Fu dedicata a San Pio X (Giuseppe Sarto, papa dal 1903 al 1914) e venne consacrata nel 1972.

## Descrizione
Esternamente, la chiesa di San Pio X al Sodo si presenta priva di elementi decorativi, con paramento murario in mattoncini arancioni alternato al beige delle strutture portanti. Nella facciata, a capanna, si apre il doppio portale, sormontato da una grande finestra.
L'interno della chiesa è a navata unica terminante con abside quadrangolare, ed è illuminato da vetrate policrome raffiguranti la via crucis. Il presbiterio, rialzato di alcuni gradini rispetto al resto della chiesa, presenta arredi in legno e bronzo ed occupa interamente l'abside; quest'ultima, dal 1997, conserva l'Annunciazione e Santi di Paolo Schiavo (1437), affresco staccato con relativa sinopia proveniente dal vicino tabernacolo dell'Olmo.